# Эксерги Тур
Эксерги Тур (англ. Exergy Tour) — шоссейная многодневная велогонка, прошедшая по территории США в 2012 году.

## История
Гонка была создана в 2012 году, в год 40-летия Раздела IX, с целью помочь завоевать известность и привлечь внимание к развитию женского профессионального велоспорта. Она сразу вошла в  Женский мировой шоссейный календарь UCI. Дебютное издание гонки прошло в конце мая того же года.
В начале 2013 года организатор гонки Medalist Sports объявил не будут проводить гонку в данном году. В середине марта того же года владелец и титульный спонсор компания Exergy Development Group,не найдя необходимой финансовой поддержки, официально объявила об отмене гонки.
Маршрут единственного издания гонки был проложен в штате Айдахо и состоял из пролога и четырёх этапов, второй из которых проводился в формате индивидуальной гонки. Трассы этапов пролегали в городах Бойсе (столица штата), Нампа, Куна, Крауч/Гарден-Валли и Айдахо-Сити. Общая протяжённость дистанции составила чуть больше 300 км.
Победительницей стала американка Эвелин Стивенс, а её партнёры по команде Team Specialized-lululemon заняли оставшиеся места на подиуме, а также выиграли очковую и горную классификации.

## Призёры
| Год  | Победитель     | Второй      | Третий     |
| ---- | -------------- | ----------- | ---------- |
| 2012 | Эвелин Стивенс | Эмбер Небен | Клара Хьюз |